# Podziemny front
Podziemny front – czarno-biały, 7-odcinkowy serial telewizyjny produkcji polskiej w reżyserii Huberta Drapelli i Seweryna Nowickiego, na podstawie scenariusza Jerzego Bednarczyka i Bohdana Czeszki, wyprodukowany w 1965 roku. Serial opowiada o walce lewicowych organizacji podziemnych z hitlerowskim okupantem i pokazuje walkę oraz akcje sabotażowe oddziału im. Czwartaków, wchodzącego w skład Armii Ludowej.
Każdy odcinek (o długości ok. 25 min) stanowi zamkniętą całość, a przez poszczególne odcinki przewijają się wspólni główni bohaterowie.
Ciąg dalszy serialu stanowi dwuodcinkowy film: Powrót doktora von Kniprode.
W latach 1969–1972 i 1979 opublikowano serię 9 zeszytów komiksu pod tym samym tytułem (rysunki: Mieczysław Wiśniewski, Jerzy Wróblewski), bazującym na akcji z 7 odcinków serialu i 2 częściach filmu.

## Odcinki serialu
1. M-XIV odpowiada (26 min)
2. Poste Restante (25 min)
3. Spotkanie z mordercą (24 min)
4. O życie wroga (26 min)
5. Nim nadejdzie świt (25 min)
6. Przeprawa (25 min)
7. Ostatni pojedynek (29 min)

## Obsada aktorska
- Jan Kreczmar – standartenführer doktor Heinrich von Kniprode, szef Gestapo w Warszawie
- Mieczysław Milecki – pułkownik „Stary”, dowódca AL
- Mieczysław Stoor – Klaus, oficer Gestapo
- Czesław Byszewski – Ryszard, dowódca „Czwartaków”
- Stefan Friedmann – Rysiek, żołnierz AL
- Jerzy Turek – „Piegus”, żołnierz AL
- Stanisław Niwiński – Tolek, żołnierz AL
- Kazimierz Fabisiak – Schmidt, majster w fabryce samolotów
- Ewa Wiśniewska – Irena, łączniczka AL
- Iga Cembrzyńska – Wanda
- Janusz Paluszkiewicz – żołnierz WP
- Zygmunt Listkiewicz – radiotelegrafista AL
- Tomasz Zaliwski – radiotelegrafista w sztabie AL
- Jan Englert – Marcin, żołnierz AL
- Stanisław Mikulski – Stefan, żołnierz AL
- Leon Pietraszkiewicz - lekarz (odc. 3. Spotkanie z mordercą i odc. 6. Przeprawa)